# Бу-Хаса – Хабшан
Бу-Хаса – Хабшан – газопровід в Об’єднаних Арабських Еміратах, споруджений для видачі продукції ГПЗ Бу-Хаса до газотранспортної мережі країни.
У 1980 році на заході емірату Абу-Дабі став до ладу газопереробний завод на нафтовому родовищі Бу-Хаса. Продукована ним суміш зріджених вуглеводневих газів (ЗВГ) транспортується по ЗВГ-трубопроводу до Рувайса, тоді як паливний газ спрямували до газопереробного майданчику Хабшан (родовище Мурбан Баб), котрий виконує роль центрального хабу у газотранспортній системі Абу-Дабі. Звідси поданий ресурс може подаватись як на захід до Рувайсу, так і у східні райони емірату та далі до Дубаї. Крім того, частина ресурсу може закачуватись до пластів родовища Баб для підтримки технологічних процесів.
Первісно Бу-Хасу та Хабшан з’єднали трубопроводом довжиною 45 км, виконаним в діаметрі 500 мм. А в 2010-му між майданчиками спорудили новий газопровід довжиною 49 км та діаметром 900 мм.